# Zaratustrova kaaba
Zaratustrova kaaba (perzijsko کعبه زرتشت, Ka'ba-ye Zartosht) ali Zaratustrova kocka je kvadratna prizmatična zgradba na stopničasti ploščadi v kompleksu Nakš-e Rostam pri vasi Zangiabad v okraju Marvdasht, Fars, Iran. V kompleksu  Nakš-e Rostam  so razen omenjene zgradbe tudi spomeniki Elamitov, Ahemenidov in Sasanidov.
Kaaba stoji točno nasproti mavzoleja Dareja II. Je pravokotne oblike in ima samo en vhod. Zgrajena je iz belega apnenca. Visoka je približno 12 metrov, s ploščadjo 14,12 metra. Stranica je dolga približno 7,30 metra. Do edinega vhoda vodi trideset kamnitih stopnic. Kamniti bloki osrednje zgradbe imajo dimenzije od 0,48 x 2,10 m do 0, 56 x 2,90 m  in so med seboj povezani z lastovičjimi repi. Kaaba je bila zgrajena v ahemenidskem obdobju. O gradnji in njenem prvotnem imenu ni nobenega podatka. V sasanidskem obdobju so jo imenovali Bon-Hanak. Domačini so jo imenovali  Kornaykhanehor Naggarekhaneh. Naziv Zaratustrova kaaba (Ka'ba-ye Zartosht) je v rabi od 14. stoletja.
Njen namen poznavalci razlagajo različno, nobene razlage pa ni mogoče sprejeti z gotovostjo. Nekateri menijo, da je bil stolp ognjeni tempelj in ognjišče, in verjamejo, da se je uporabljal za prižiganje in čaščenje svetega ognja. Druga skupina mnenje prve zavrača in meni, da je bila mavzolej enega od ahemenidskih šahov ali velikašev, ker je podobna Kirovi grobnici in nekaterim mavzolejem v Likiji in Kariji. Nekaj iranskh strokovnjakov je prepričanih, da so v njej hranili državne dokumente in svete ali verske knjige. Zgradba je za takšno rabo premajhna. Manj opazna teorija pravi, da je bila svetišče boginje Anahite ali sončni koledar. 
Napisi na severni, južni in vzhodni strani so bili napisani v sasanidskem obdobju  v treh jezikih: sasanidski srednji perzijščini, arsakidski srednji perzijščini in grščini. Eden od njih pripada Šapurju I. Sasanidskemu, drugi pa svečeniku Kartirju. Po mnenju Walterja Henninga so napisi najpomembnejši zgodovinski dokument iz sasanidskega obdobja.
Zaratustrova kaaba je čudovita zgradba. Njena sorazmerja, linije in videz kot tak temeljijo na dovršenih  arhitekturnih načelih.
Zaratustrova kaaba je kot del kompleksa Naqsh-e Rustam v lasti Organizacije za kulturno dediščino, rokodelstvo in turizem Irana.